# Pilbara
Pilbara (/ˈpɪlbərə/) es una de las nueve regiones del estado australiano de Australia Occidental, ubicada en el noroeste del mismo y conocida por sus vastos depósitos minerales, en particular por su mineral de hierro. 

## Historia
Los primeros humanos llegaron a Australia hace por lo menos 60 mil años,  quedando evidencia de su presencia en esta región por los petroglifos con una antigüedad de 30 mil años. Más de 30 grupos sociolingüísticos se asentaron hasta la llegada de los europeos. Francis Gregory fue el primero en explorar la región en 1861.

## Geografía
Bajo la Ley de Desarrollo de las Comisiones Regionales, Pilbara se compone de las siguientes áreas de gobierno local: Ashburton, Pilbara Oriental, Port Hedland y Roebourne.
La región de Pilbara, tiene una superficie de 507.896 km² (incluyendo las islas del litoral). Cuenta con una población de poco menos de 40,000 personas, la mayoría de las cuales viven en el tercio occidental de la región, en ciudades como Port Hedland, Karratha, Wickham y Newman. Y tres puertos principales que son: Port Hedland, Dampier y Port Walcott.
La región se compone de tres zonas geográficas distintas. El tercio occidental es la costa Roebourne, que tiene la mayor parte de la población en sus ciudades, así como gran parte de la industria y comercio. El tercio oriental es casi enteramente desértico, y está escasamente poblado, solo por un pequeño número de  pueblos aborígenes. Estos están separados por las tierras altas del interior de Pilbara, incluida la predominante cordillera Hamersley, que tiene un número considerable de pueblos mineros, Chichester Range y otros. Estas mesetas tienen una serie de quebradas y otros atractivos naturales. Pilbara posee algunas de las rocas superficiales más antiguas del mundo, incluyendo los restos fósiles conocidos más antiguos: los estromatolitos y rocas de granito con más de tres mil millones de años.

## Clima

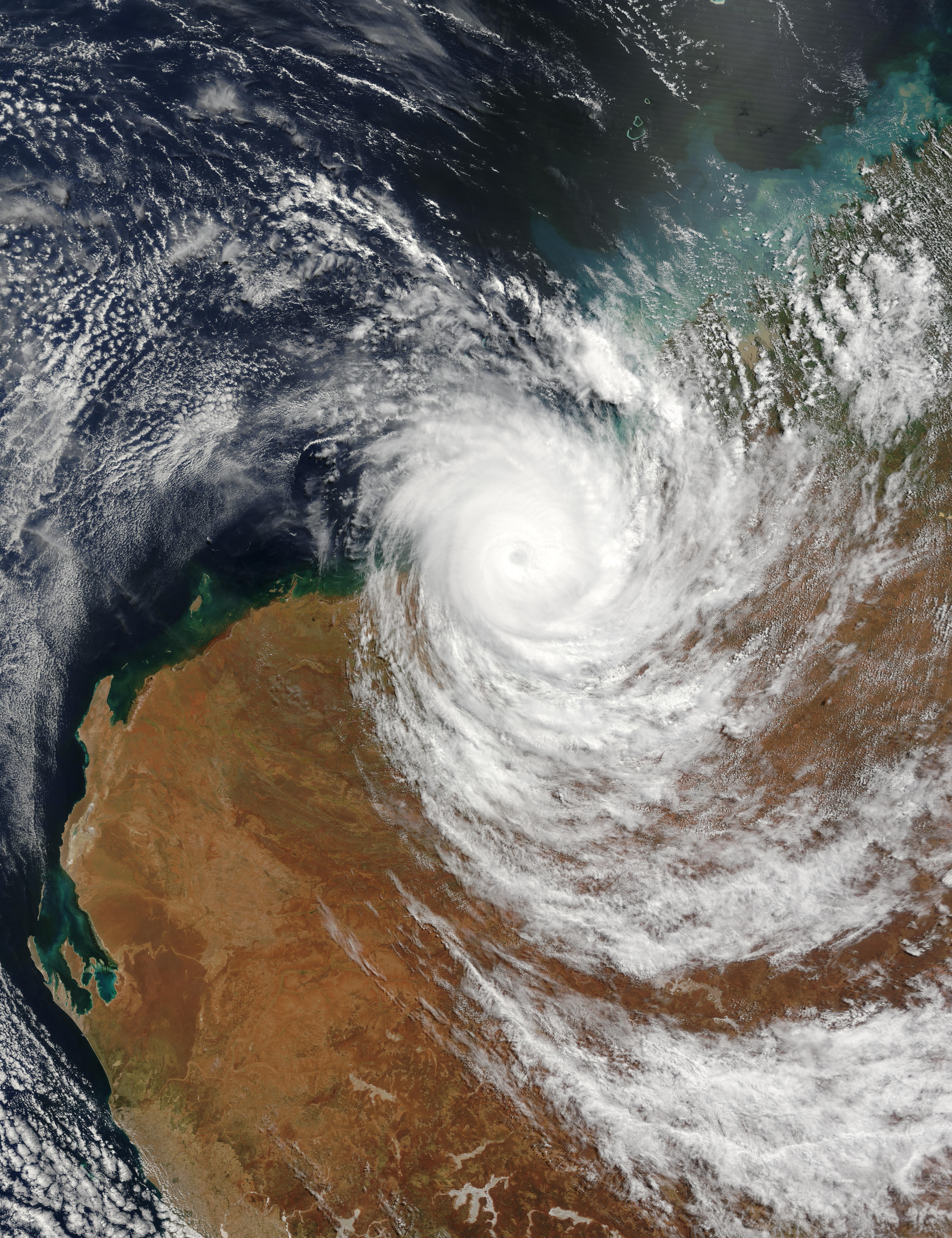
El satélite terra tomó esta imagen del ciclón Fay, sobre la costa occidental de Australia el 24 de marzo de 2004.

El clima de Pilbara es predominantemente árido y semiárido cálido. Las inundaciones son un riesgo importante en la región de Pilbara, con períodos de lluvias torrenciales entre noviembre y mayo. Como la mayoría de la costa norte de Australia, las zonas costeras son golpeadas por ciclones tropicales. Debido a la densidad de población relativamente baja en la región de Pilbara, estos ciclones rara vez causan daños materiales a gran escala o pérdidas humanas.

## Economía
La economía de Pilbara se basa en la minería y las exportaciones de derivados de petróleo. La mayor parte  del hierro de Australia se extrae de esta región, con las minas en su mayoría en torno a Tom Price y Newman. La industria del mineral de hierro emplea a 9000 personas de la zona de Pilbara. Pilbara también tiene una de las principales minas de manganeso del mundo, Woodie Woodie, a 400 kilómetros (250 millas) al sureste de Port Hedland.
Reservas de mineral de hierro fueron descubiertos por primera vez por Lang Hancock, y grandes porciones de la región de Pilbara todavía son  reclamadas por su hija Gina Rinehart y la empresa familiar Hancock Prospecting. 
La región también tiene una serie de estaciones de pastoreo de oveja y un sector turístico importante, con atracciones naturales, entre ellos los parques nacionales de Karijini y Millstream-Chichester, el Archipiélago de Dampier y el arrecife de Ningaloo.

## Vida silvestre
La flora predominante de la región de Pilbara son árboles de acacia  y arbustos  resistentes a la sequía, así como pastos de la especie Triodia spinifex. Varias especies de acacia son endémicas de la región y el centro de interés en los programas de conservación, junto a flores silvestres y otras especies locales.
Pilbara es el hogar de una gran variedad de especies endémicas adaptadas a este difícil entorno, incluyendo docenas de especies de estigofauna: invertebrados microscópicos que viven bajo tierra en los acuíferos de la región. La pitón oliva de Pilbara (Liasis olivaceus barroni), el ratón del género Pseudomys (Pseudomys chapmani), y el ratón marsupial de Tim Ealey (Ningaui timealeyi), se encuentran entre las muchas especies de animales dentro de los frágiles ecosistemas del desierto. Las aves incluyen al alcotán australiano (Falco longipennis), el cernícalo Mahón o cernícalo australiano (Falco cenchroides), el aguilucho moteado (Circus assimilis), el perico variado o de Mulga (Psephotus varius), el periquito o cata australiana (Melopsittacus undulatus) y la cacatúa de moño amarillo o cacatúa galerita (Cacatua galerita).
La vida silvestre ha sido dañada seriamente por la extracción de hierro, gas natural y asbesto, pero la cultura y el medio ambiente en las zonas más sensibles de la región de Pilbara están ahora protegidas por la delimitación de varias áreas, incluyendo Millstream-Chichester y el parque nacional Karijini.

## Galería

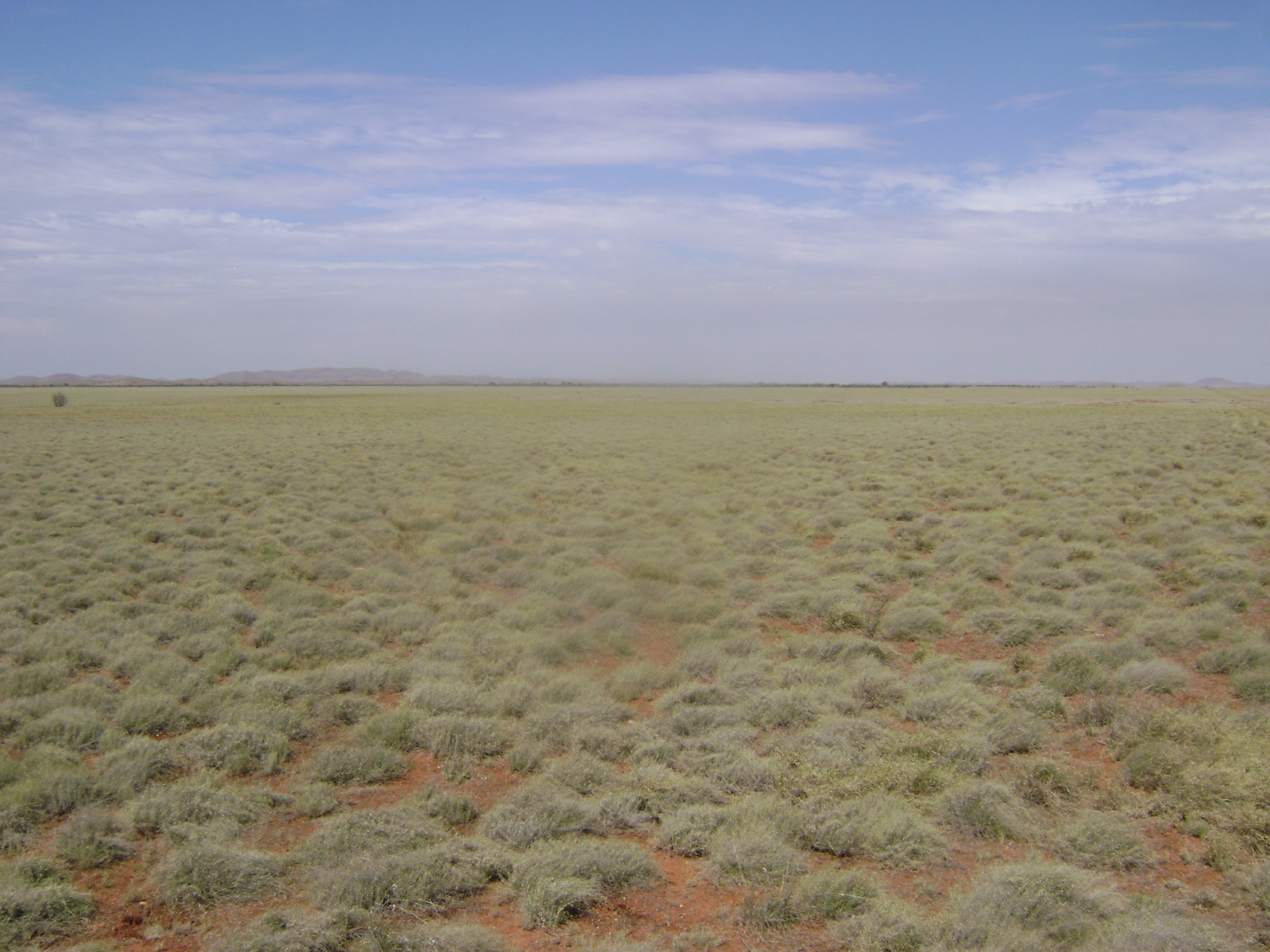
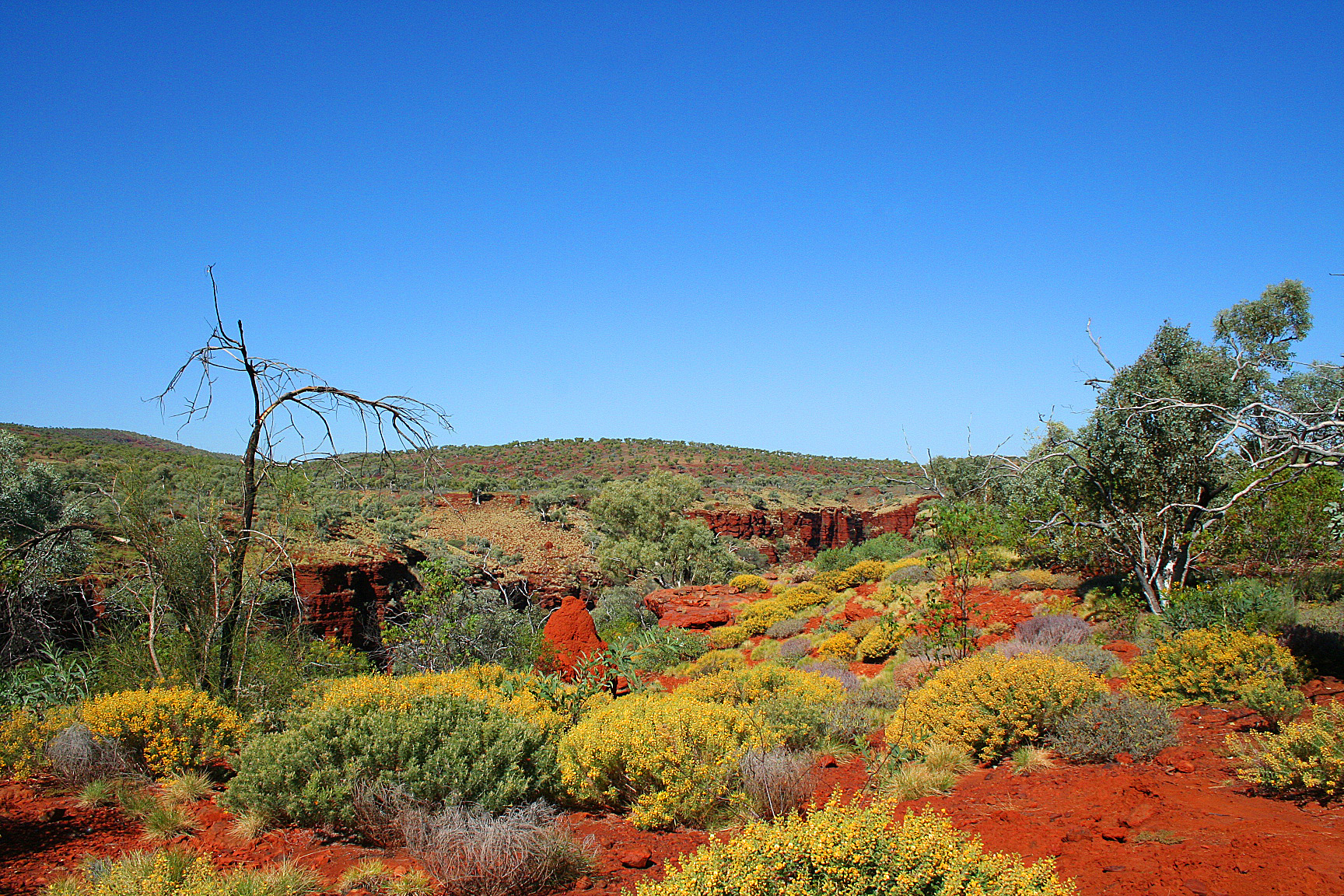
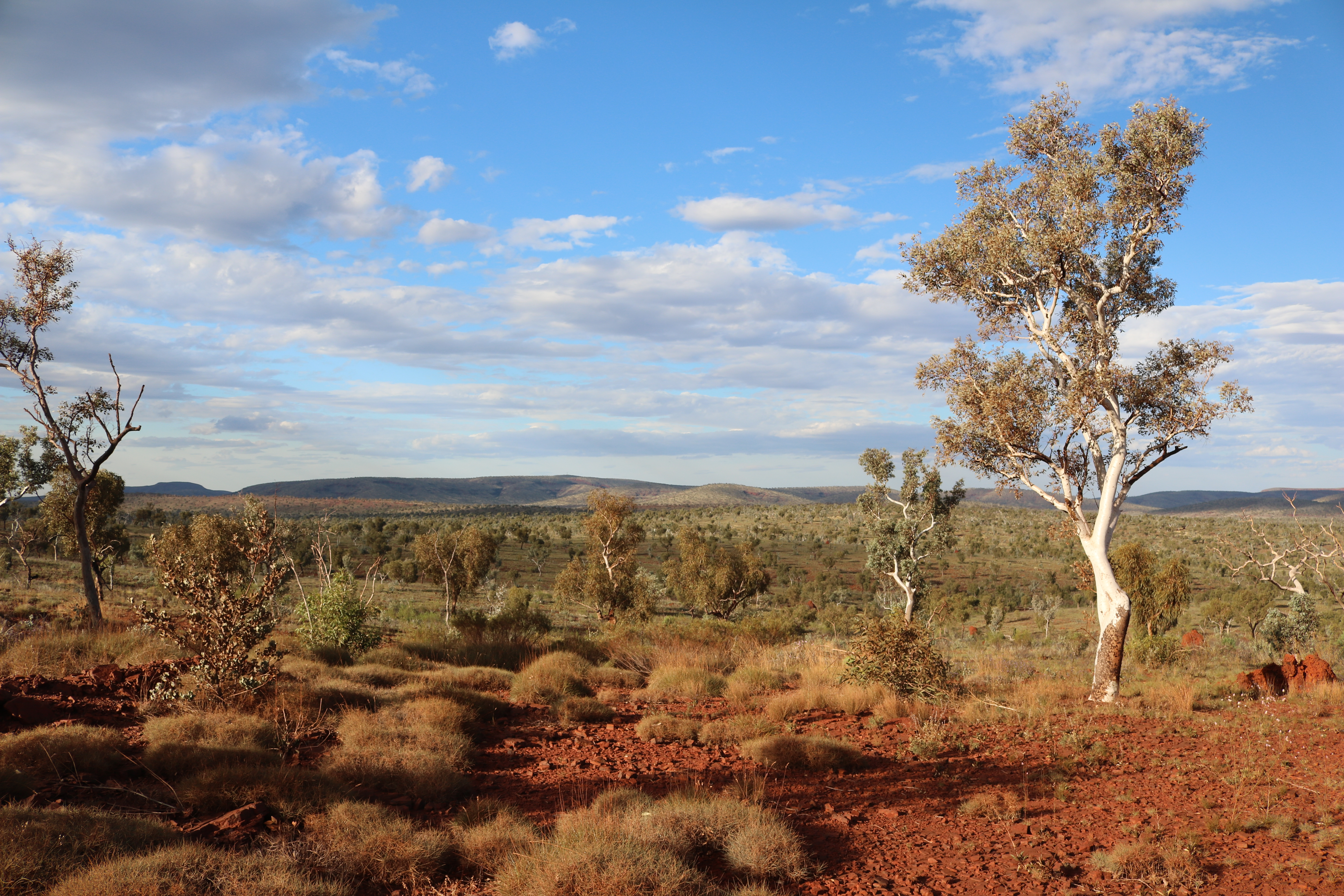
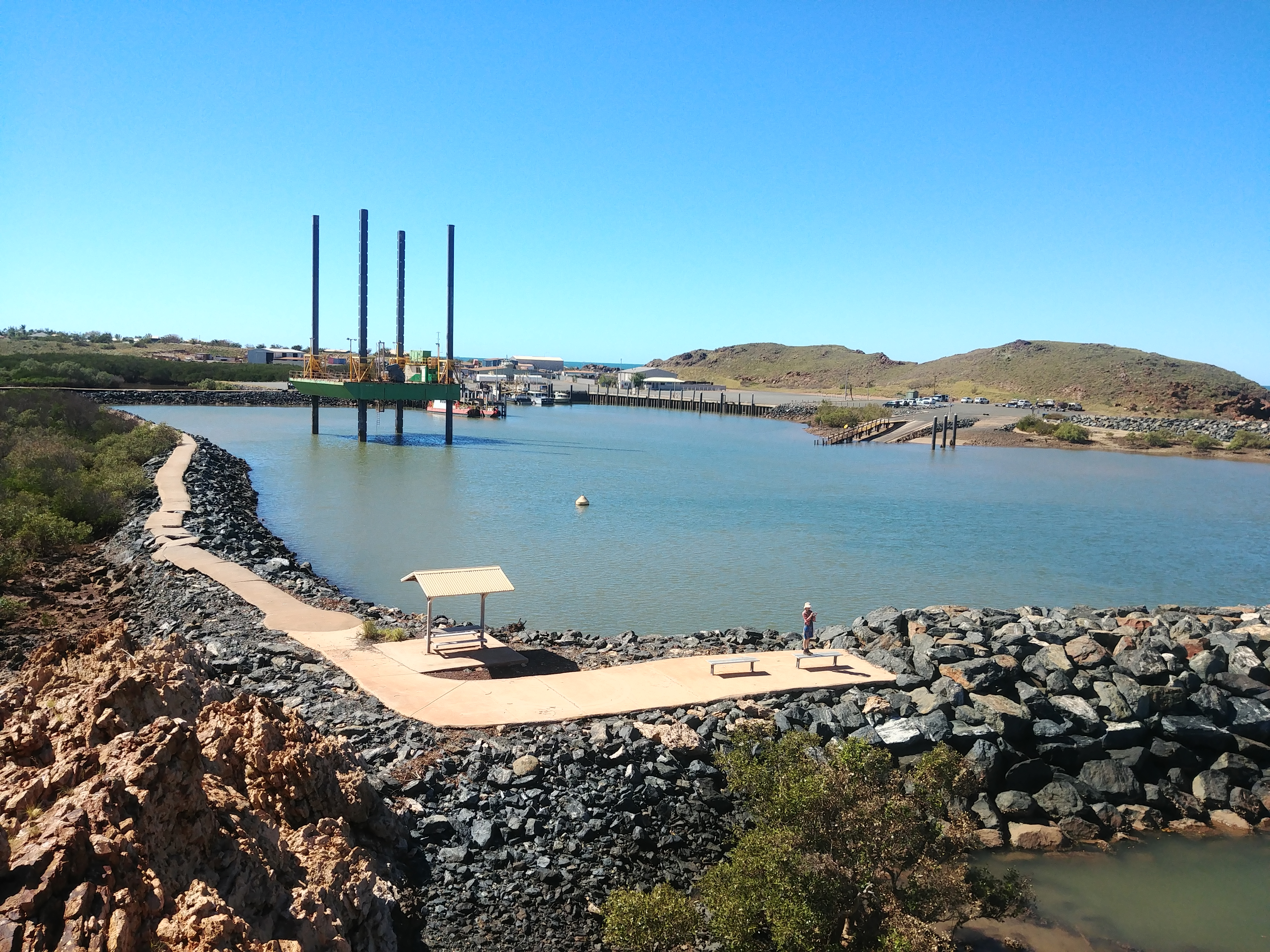
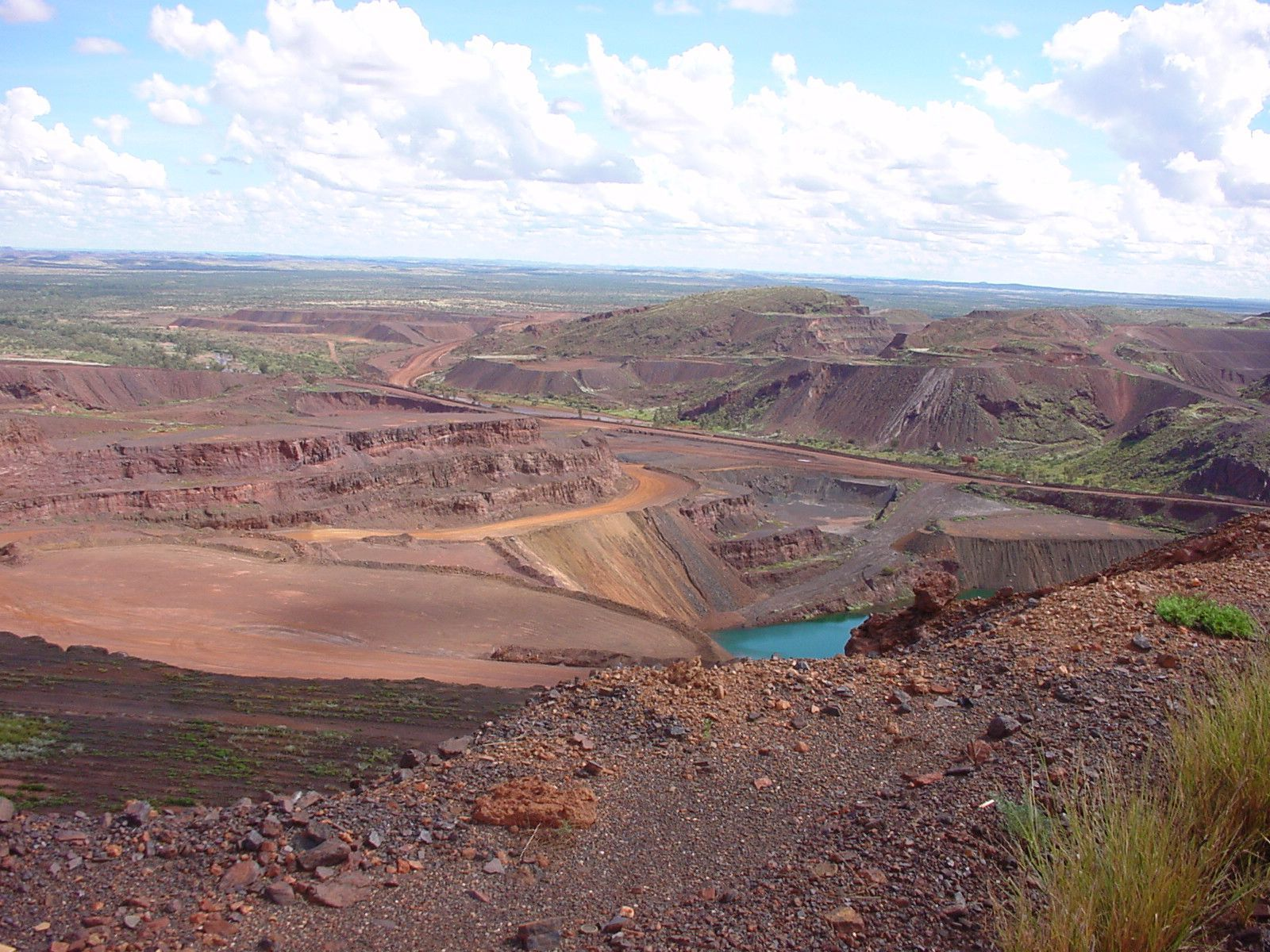